# 渝新欧鉄道
渝新欧鉄道（ゆしんおうてつどう Yuxinou Railway）は、中華人民共和国とドイツ間を結ぶ鉄道輸送路の名称。重慶市を発着するルートはカザフスタン、ロシア、ベラルーシ、ポーランドを経由し、徐州を発着するルートはモンゴル、ロシア、ベラルーシ、ポーランドを経由してデュースブルクへ至る。

## 概要
2011年、中国の重慶市とドイツのデュースブルク市を結ぶ長距離貨物列車が設定され、この列車が走る鉄路（経路）が渝新欧鉄道と呼ばれるようになった。重慶市は中国内陸部で、沿岸部の港湾まで1500km以上の距離があることが輸出産業発展の足かせとなっていたが、陸路で欧州の物流のハブ拠点となっているデュースブルクへの輸送手段を持つことで、輸送日数の短縮（海上輸送比20日以上の短縮）やコストの削減面などで大きなメリットを享受することとなった。
2020年には、徐州市を発着地とする貨物列車も設定されており、46TEU（20フィートコンテナ換算）の貨物コンテナ列車「中欧班列」が年間1万本以上運行されている。